# Орлик (озеро, Хабаровский край)
О́рлик — пресноводное озеро в Николаевском районе Хабаровского края в бассейне реки Амур, недалеко от устья. К северу от Орлика расположено более крупное озеро Орель.
Озеро Орлик состоит из трёх котловин, большая из которых, северо-западная, отделена полуостровом. Высота над уровнем моря — 2,4 м. Площадь зеркала составляет 19,4 км², площадь водосборного бассейна — 82,5 км². Общая длина озера около 8,4 км, ширина достигает 3,4 км в северо-западной части. В центральной части озера — отмели. Озеро лежит недалеко от левого берега реки Амур, с которой оно соединено протоками (впадает протока Кука). Также соединяется с соседним озером Орель через протоку Тукачи.
Озеро открыто и впервые описано русским исследователем Хабаровского края Дмитрием Ивановичем Орловым в 1851 году.
Код водного объекта в государственном водном реестре — 20030900211118100002179.